# Lonavala
Lonavala (o Lonavale, Lonavla, Lonsvala, Lonauli) è una città dell'India di 55.650 abitanti, situata nel distretto di Pune, nello stato federato del Maharashtra. In base al numero di abitanti la città rientra nella classe II (da 50.000 a 99.999 persone).

## Geografia fisica
La città è situata a 18° 45' 0 N e 73° 25' 0 E e ha un'altitudine di 623 m s.l.m..

## Società

### Evoluzione demografica
Al censimento del 2001 la popolazione di Lonavala assommava a 55.650 persone, delle quali 30.204 maschi e 25.446 femmine. I bambini di età inferiore o uguale ai sei anni assommavano a 6.344, dei quali 3.291 maschi e 3.053 femmine. Infine, coloro che erano in grado di saper almeno leggere e scrivere erano 41.819, dei quali 24.326 maschi e 17.493 femmine.